# Novotny & Maroudi – Zahngötter in Weiß
Novotny & Maroudi – Zahngötter in Weiß ist eine österreichische Fernsehserie, die zwischen 2005 und 2007 für ORF 1 produziert wurde. Trotz guter Zuschauerzahlen beendeten die Hauptdarsteller Andreas Vitásek und Michael Niavarani nach zwei Staffeln ihr Engagement.

## Handlung
In der Serie geht es um zwei alleinstehende Zahnärzte mittleren Alters. Der eine, Kassenarzt Novotny, wurde gerade von seiner Ehefrau verlassen und steckt in einer schwierigen finanziellen Lage, so dass er zu seinem Studienkollegen Maroudi ziehen muss. Dieser ist Privatarzt und hat als Millionenerbe eine moderne Zahnarztpraxis, die sich direkt neben der von Novotny befindet. Das Wartezimmer teilen sie sich. In jeder Folge verabredet sich Maroudi mit einer anderen Frau, während Novotny meist alleine ist. Nur in den Folgen 15 und 16 hat Novotny eine Verabredung. Doch in Folge 16 verlässt ihn die Freundin nach einem Streit.

## Gaststars
In der Serie treten viele bekannte österreichische Persönlichkeiten auf, beispielsweise Kristina Sprenger, Rudi Roubinek, Ingrid Thurnher, Lilian Klebow, Viktor Gernot, Angelika Niedetzky, Carin Filipčić, Patricia Aulitzky, Waterloo & Robinson, Edith Leyrer, Peter Uray, Wolfgang Pissecker, Verena Scheitz, Christoph Fälbl, Reinhard Nowak, Ursula Strauss, Adele Neuhauser, Sigrid Hauser, Gregor Seberg, Ulrike Beimpold oder Eva-Maria Marold.

## Staffeln

### Staffel 1
| Nr. (ges.) | Nr. (St.) | Originaltitel    | Regie         | Drehbuch                          |
| ---------- | --------- | ---------------- | ------------- | --------------------------------- |
| 1          | 1         | Umzüge           | Leopold Bauer | Leopold Bauer, Fritz Schindlecker |
| 2          | 2         | Elternabend      | Leopold Bauer | Leopold Bauer, Fritz Schindlecker |
| 3          | 3         | Lebenskrisen     | Leopold Bauer | Leopold Bauer, Fritz Schindlecker |
| 4          | 4         | Verspannungen    | Leopold Bauer | Leopold Bauer, Fritz Schindlecker |
| 5          | 5         | Budgetdefizit    | Leopold Bauer | Leopold Bauer, Fritz Schindlecker |
| 6          | 6         | Charitygeträller | Leopold Bauer | Leopold Bauer, Fritz Schindlecker |
| 7          | 7         | Beziehungen      | Leopold Bauer | Leopold Bauer, Fritz Schindlecker |
| 8          | 8         | Sugardaddy       | Leopold Bauer | Leopold Bauer, Fritz Schindlecker |
| 9          | 9         | Saubermacher     | Leopold Bauer | Leopold Bauer, Fritz Schindlecker |
| 10         | 10        | Bescherungen     | Leopold Bauer | Leopold Bauer, Fritz Schindlecker |

### Staffel 2
| Nr. (ges.) | Nr. (St.) | Originaltitel     | Regie         | Drehbuch                         |
| ---------- | --------- | ----------------- | ------------- | -------------------------------- |
| 11         | 1         | Maskerade         | Leopold Bauer | Hanno Maurer                     |
| 12         | 2         | Eifersüchteleien  | Leopold Bauer | Hanno Maurer, Fritz Schindlecker |
| 13         | 3         | Prüfungsstress    | Leopold Bauer | Fritz Schindlecker               |
| 14         | 4         | Zerrungen         | Leopold Bauer | Fritz Schindlecker               |
| 15         | 5         | Partnerinnensuche | Leopold Bauer | Hanno Maurer, Fritz Schindlecker |
| 16         | 6         | Rochade           | Leopold Bauer | Fritz Schindlecker               |
| 17         | 7         | Jagdfieber        | Leopold Bauer | Fritz Schindlecker               |